# Амареті (печиво)
Амареті (італ. Amaretti di Saronno, однина amaretto di Saronno) — амаретне печиво з мигдалем, традиційне печиво у Саронно, комуні Ломбардії, Італія. Amaretti di Saronno — це одна з назв печива амареті.
Amaretti di Saronno широко розповсюджене по світу завдяки бренду Lazzaroni. Amaretti di Saronno не має відношення до лікеру Amaretto, котрий виробляють дві інші компанії із Саронно — ILLVA та PLF.

## Легенда
Рецепт печива був винайдений за часів Ренесансу. На початку XVIII століття міланський єпископ чи кардинал вирішив навідатися до Саронно. Молода пара з міста запросила його скуштувати оригінальні солодощі: на той момент вони якраз спекли печиво із цукру, яєчних білків та горішків з абрикос та мигдалю. Печиво так сподобалося кардиналу, що він з радістю благословив цих двох на щастя і довге життя в шлюбі. А рецепт залишився в секреті, завдяки чому сім'я жила в достатку всі наступні покоління.